# Dionysia microphylla
Dionysia microphylla là một loài thực vật có hoa trong họ Anh thảo. Loài này được Wendelbo mô tả khoa học đầu tiên năm 1959.